# Hargrave (Suffolk)
Hargrave – wieś w Anglii, w hrabstwie Suffolk, w dystrykcie West Suffolk. Leży 42 km na północny zachód od miasta Ipswich i 92 km na północny wschód od Londynu.